# Lorena García Díez
Lorena García Díez (Guadalajara, 22 de enero de 1982) es una periodista y presentadora española que actualmente copresenta Espejo Público en Antena 3. Hasta el verano de 2020, había presentado la recta final del informativo Las Noticias de la Mañana de Antena 3 Noticias, entre las 8:00 y las 8:55.
Colabora con los diarios del grupo La Tribuna en la región donde escribe una columna semanal llamada Rincones en la que recomienda lugares turísticos de la región.

## Reseña biográfica
Licenciada en Periodismo por la Universidad Carlos III de Madrid, donde estudió entre 2000 y 2004, cuando empezó a trabajar como periodista en COPE Guadalajara donde co-editaba y presentaba el informativo del mediodía y el de la tarde. Además durante su etapa en esta emisora dirigió el programa La Universidad en directo emitido desde la Universidad de Alcalá de Henares y participó en la redacción de la revista COPE Magazine.

### Castilla-La Mancha Media (2005-2015)
En diciembre del 2005 comenzó una nueva etapa profesional en Castilla-La Mancha Media, la radio y televisión pública regional. Primero en la provincia de Guadalajara donde además de formar parte de la redacción de informativos, participó con la elaboración de videos y conexiones en directo en otros programas de la cadena como Castilla-La Mancha en Vivo o especiales emitidos en fechas como el Día de la Región.
En octubre de 2006 dejó su ciudad natal para seguir trabajando como periodista en Castilla-La Mancha Media, pero en la Delegación de Talavera de la Reina. Tras el cambio de dirección en el ente público Castilla-La Mancha Media, le propusieron presentar en agosto del 2011 el informativo matinal que supondría una de las principales novedades en la parrilla de esta nueva etapa. 
El 3 de octubre de 2011 arranca Castilla-La Mancha Despierta. En principio concebido solo como informativo matinal, espacio separado de la tertulia Al Quite que comenzaba después. Desde ese momento y hasta la fecha el programa ha ido aumentando el tiempo de emisión hasta asumir la propia tertulia.
En 2012, Lorena García Díez empieza a presentar además del informativo matinal la tertulia que cuenta con la colaboración de tertulianos como Antonio Martín Beaumont, Carmelo Encinas, Antonio Arraez, Cristina de la Hoz, Antonio Pérez Henares, Pilar Gómez, Charo Zarzalejos, Alejandro Vara, Raúl Heras, Esther Jaén, Esther Esteban o Antonio Papell.

### Antena 3 (2015-actualmente)
Desde el 31 de agosto de 2015 hasta el de 10 de julio de 2020, presentó el informativo matinal de Antena 3 Noticias, Las Noticias de la mañana, entre las: 07:30-08:30. Desde entonces, copresenta Espejo público, programa que, desde la Semana Santa de 2018, había presentado en sustitución de Susanna Griso durante sus periodos vacacionales.

### Otras actividades profesionales
Ha realizado además entrevistas en directo a los principales representantes políticos, empresariales y sociales de la región. Además ha sido la encargada de presentar programas especiales emitidos con motivo del Día de la Región, Corpus o Sorteo de la Lotería de Navidad.
Durante los años que lleva al frente del espacio matinal de la TV de Castilla-La Mancha ha participado en la presentación de actos y entregas de premios como los de Gran Selección de Castilla-La Mancha, Fundación César Egido-Museo de la Palabra, Mutua Solimat u homenaje a Luis Cobos en Campo de Criptana.

## Premios y reconocimientos
- Jornadas Cervantinas de El Toboso (Toledo) (Dulcinea de Honor,[2] 2013)
- Fiestas de Guadalajara (Pregonera,[3] 2013)
- Fiestas de Pastrana (Guadalajara)" (Pregonera,[4] 2012)
- Semana Universitaria y Cervantina UCLM  de Quero (Toledo): #Querote19 Embajadora Manchega, 2019